# Alberta’s Rockies

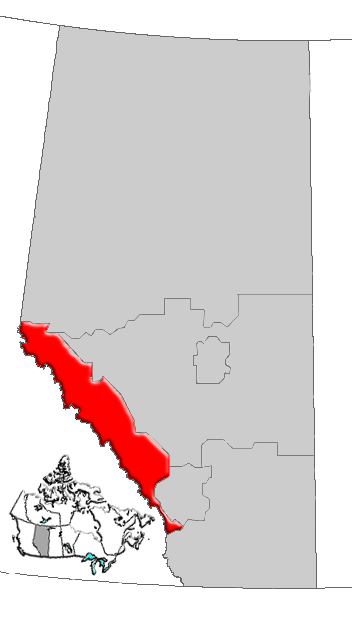
Auf der Karte von Alberta ist die Lage der Region rot markiert.

Alberta’s Rockies ist die westlichste der sechs Regionen in der kanadischen Provinz Alberta. Sie ist die Region mit den wenigsten Einwohnern. Sie wird geprägt durch die kanadischen Rocky Mountains und das Vorland.
In der Region finden sich keine großen Städte. Darunter gibt es die Kleinstädte Banff und Jasper sowie Canmore und Hinton. Weiterhin finden sich noch Ansiedlungen wie Lake Louise oder Saskatchewan River Crossing.
Touristische Schwerpunkte und Sehenswürdigkeiten sind dabei der Banff-Nationalpark, der Jasper-Nationalpark und der Willmore Wilderness Park sowie Teile des Kananaskis Country.

## Geographie
|                  | Nord-Alberta                                |                 |
| British Columbia | Kompassrose, die auf Nachbargemeinden zeigt | Zentral-Alberta |
|                  | Süd-Alberta                                 | Calgary Region  |

### Gewässer
- Athabasca River
- Bow River
- North Saskatchewan River

## Verkehr

### Straßen
Neben dem Alberta Highway 1 (Trans-Canada Highway), welcher über den Kicking Horse Pass die Rocky Mountains überquert und dem Highway 16 (Yellowhead Highway), welcher über den Yellowhead Pass die Rocky Mountains überquert, führen die folgenden Straßen durch die Region:
| Nr. | Name                   |
| --- | ---------------------- |
| 1A  | -                      |
| 93  | Icefields Parkway      |
| 11  | David Thompson Highway |
| 40  | Kananaskis Trail       |

### Eisenbahn
Die beiden Hauptpässe über den Rocky Mountains Hauptkamm werden auch von den beiden großen kanadischen Eisenbahn genutzt. Während die Canadian Pacific Railway den südlicheren Kicking Horse Pass nutzt, um von Calgary aus den Hauptkamm zu überqueren, nutzt die Canadian National Railway den nördlicher gelegenen Yellowhead Pass, um von Edmonton aus die Gebirgskette zu überqueren.

## Politik und Verwaltung
Für die Repräsentation in der Legislativversammlung von Alberta wird die Region durch die folgenden Wahlbezirke vertreten:
- Banff-Cochrane
- Rocky Mountain House (Anteile)
- West Yellowhead (Anteile)

Folgende Municipal Districts werden der Region zugerechnet:
- Municipal District of Bighorn No. 8
- Improvement District No. 9 (Banff National Park)
- Improvement District No. 12 (Jasper National Park)
- Improvement District No. 25 (Willmore Wilderness Park)
- Kananaskis Improvement District